# Pierzchno (przystanek kolejowy)
Pierzchno – przystanek kolejowy w Pierzchnie, w gminie Kórnik, w woj. wielkopolskim, w Polsce. Według klasyfikacji PKP ma kategorię dworca lokalnego.

## Ruch pasażerski
| Rok  | Wymiana pasażerska na dobę |
| ---- | -------------------------- |
| 2017 | 50-99                      |
| 2022 | 50-99                      |